# Ecgonina
L'ecgonina (dal greco: ékgonos = nato da) è un composto organico che si ottiene per idrolisi della cocaina e di altri alcaloidi.
Base terziaria che possiede un gruppo carbossilico e uno alcolico, è naturalmente presente in piccole quantità allo stato libero nelle foglie di coca. Ha modeste proprietà anestetiche.